# Minduri
Minduri is een gemeente in de Braziliaanse deelstaat Minas Gerais. De gemeente telt 3.665 inwoners (schatting 2009).

## Aangrenzende gemeenten
De gemeente grenst aan Aiuruoca, Carrancas, Cruzília, São Vicente de Minas en Serranos.